# Nikolaj Ivanovič Něbogatov
Nikolaj Ivanovič Něbogatov (rusky Николай Иванович Небогатов; 20. dubna 1849 – 4. srpna 1922 Moskva byl kontradmirál ruského carského námořnictva. Byl jedním z velitelů v bitvě u Cušimy v Rusko-japonské válce. Poté, co byl viceadmirál Rožestvenskij zraněn, převzal velení nad 2. tichomořskou eskadrou. Aby zabránil úplnému zničení ruské flotily, přijal podmínky kapitulace a 28. května 1905 se s pěti zbývajícími bitevními loděmi vzdal japonskému císařskému námořnictvu pod vedením admirála Heihačira Tóga.
Po jeho návratu do Ruska byl s přeživšími důstojníky za neúspěšnou bitvu souzen. Původně byl odsouzen k trestu smrti zastřelením, ale trest byl změněn na deset let vězení. Do roku 1909 byl vězněn v Petropavlovské pevnosti. Následně se odstěhoval do Moskvy, kde roku 1922 zemřel.